# Grup de cases del carrer Colom (Vilassar de Mar)
El grup de cases del carrer Colom és un conjunt de cases del municipi de Vilassar de Mar (Maresme) que formen part de l'Inventari del Patrimoni Arquitectònic de Catalunya.

## Descripció
Al carrer Colom hi ha un conjunt de cases que formen un grup homogeni. Totes són unifamiliars, de planta baixa i una eixida o pati al davant i un altre al darrere.
En totes destaca el coronament que, encara que oculta la coberta, és purament ornamental. Cap d'ells és igual: alguns presenten merlets, altres línies sinuoses i capricioses en formes d'onades, etc. tots ells estan esgrafiats amb garlandes i motius florals. Al damunt de les tres obertures de la façana hi ha diversos motius florals. Al damunt de les tres obertures de la façana hi ha diversos tipus de trencaaigües: garlandes, cornises amb antefixes, etc. Totes les casetes presenten un reixat idèntic que dona més homogeneïtat al conjunt.